# S3 Savage
Savage ist eine Bezeichnung der Unternehmen S3 Inc. und S3 Graphics für mehrere 3D-Grafikchips. S3 Inc. hatte mit diesen Chips nur mäßigen Erfolg, da es massive Treiberprobleme gab.

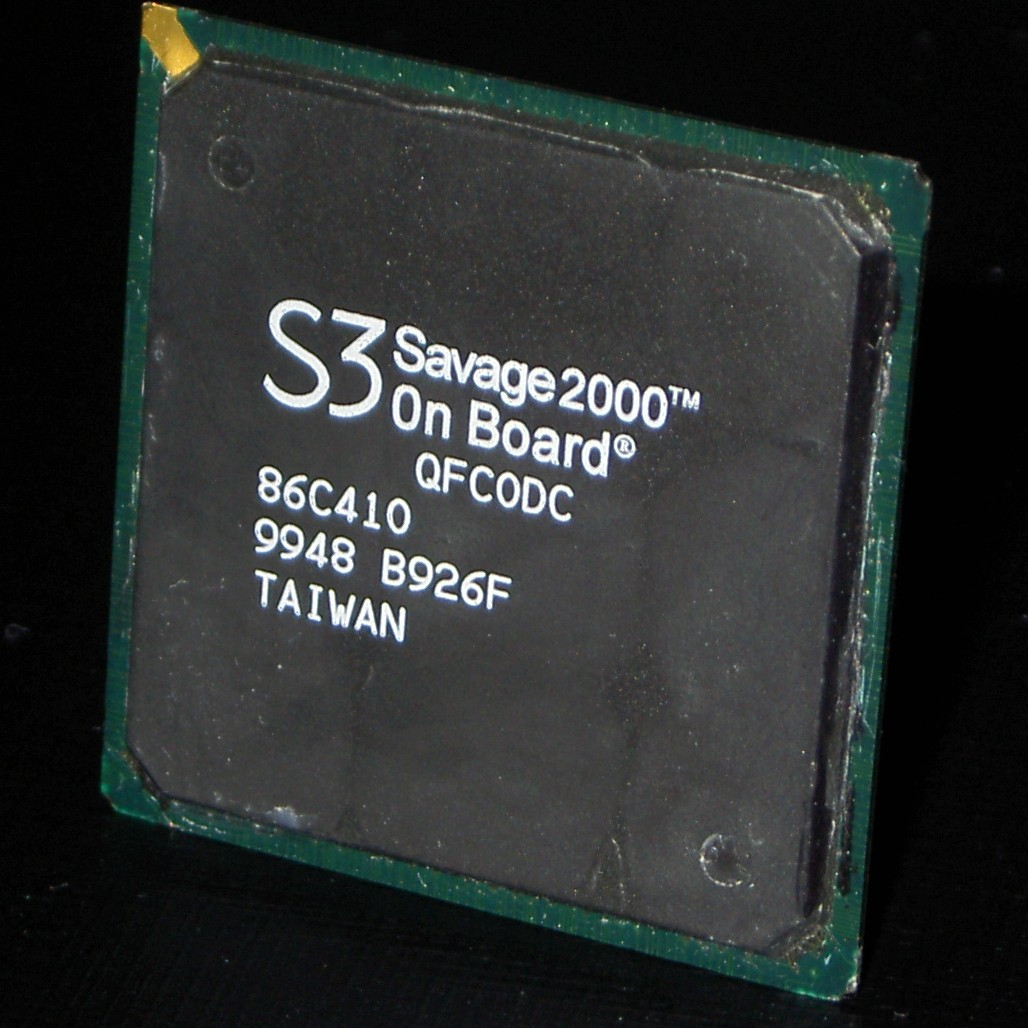
S3 Savage 2000 Grafikchip

## Grafikchips
- S3 Savage 3D (1998): 8 MB,  1.0, zwei Versionen: 390 (mit Macrovision) und 391 (ohne Macrovision)
- S3 Savage 4 (1999): 32 MB, AGP 2.0, mehrere Versionen: LT, GT, Pro und Pro+
- S3 Savage 2000 (2000): 32 MB, AGP 2.0, fehlerhafte T&L-Einheit
- S3 Savage XP (2002): 64 MB, AGP 2.0, überarbeiteter Savage 2000

| Graphik- chip | Launch      | Fertigungs- prozess | Transistor- anzahl | Kerntakt      | Pixel Pipelines | TMU | Speichertakt | Speicher- Interface | Speicher- Größe |
| ------------- | ----------- | ------------------- | ------------------ | ------------- | --------------- | --- | ------------ | ------------------- | --------------- |
| Savage 3D     | Juni 1998   | 0,25 µm             |                    | 100 MHz       | 1               | 1   | 125 MHz      | 64 bit              | 8 MByte         |
| Savage 4      | 1999        | 0,25 µm             |                    | 110...166 MHz | 1               | 2   | 100…166 MHz  | 64 bit              | 8…32 MByte      |
| Savage 2000   | August 2000 | 0,18 µm             | 12 Mio.            | 125…150 MHz   | 2               | 4   | 143…166 MHz  | 128 bit             | 32…64 MByte     |
| Savage XP     | 2002        | 0,15 µm             |                    | 166 MHz       | 2               | 4   | 166 MHz      | 128 bit             | 32…64 MByte     |

### Savage 3D

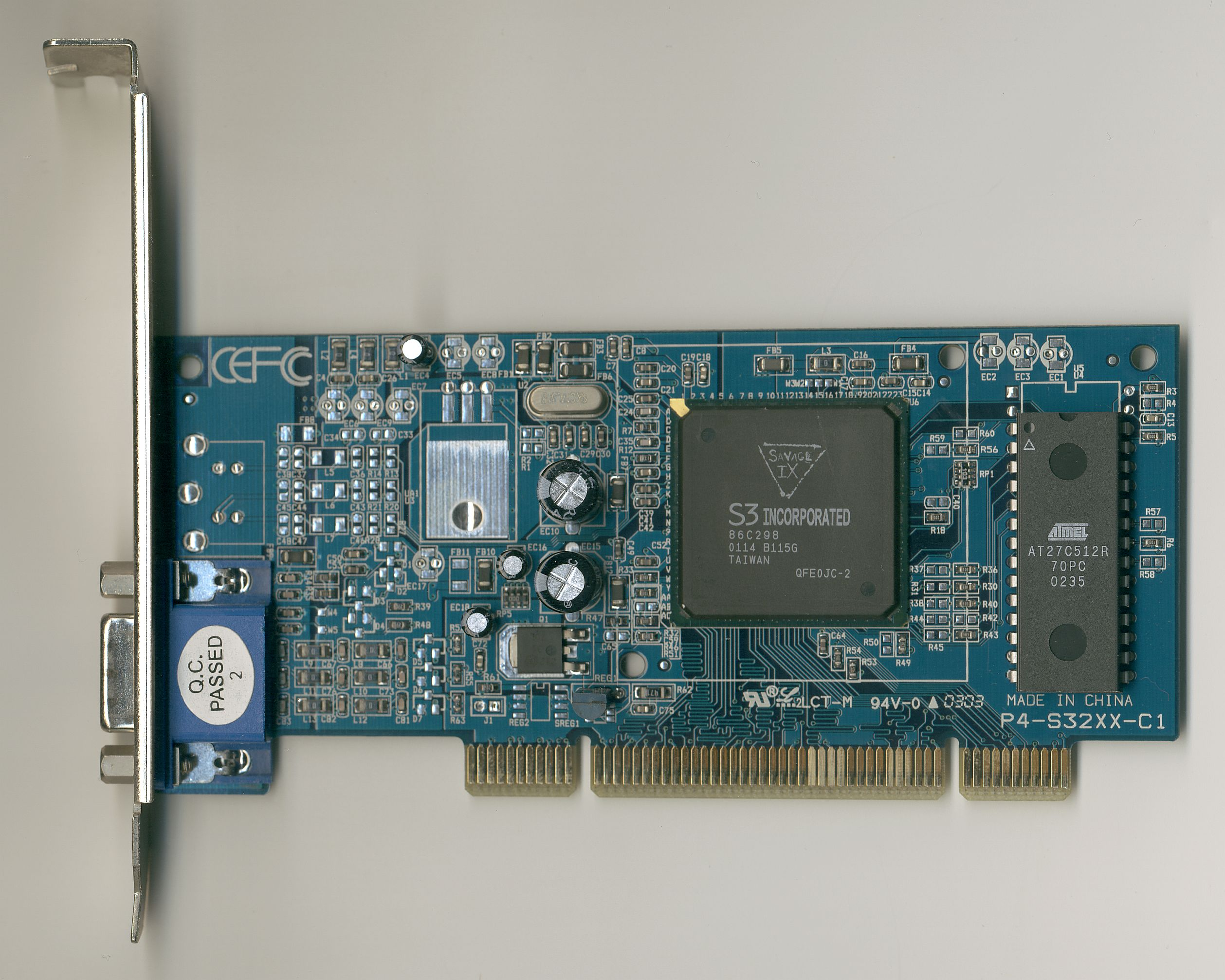
PCI-Grafikkarte mit S3 Savage IX

Zur Electronic Entertainment Expo 1998 stellte S3 Inc. den ersten Savage-Chip vor: Savage 3D. Verglichen mit seinem Vorgänger, dem von der ViRGE-Familie abstammenden Trio3D, war er ein großer technischer Fortschritt. Zu seinen innovativen Features zählte folgendes:
- „free“ (single-pass) trilineare Filterung
- Hardware-Motion-Compensation und subpicture alpha-blending (MPEG-2 Video)
- integrierter NTSC/PAL TV-Encoder, Macrovision (beim 390)
- S3 Texture Compression (S3TC), Texturkompression
- BITBLT und Video-Overlay-Beschleunigung

Zum Leidwesen von S3 Inc. war die Produktionsausbeute des Savage 3D zu schlecht und nur wenige Grafikchips konnten ausgeliefert werden. Nur Hercules brachte eine größere Menge Grafikkarten mit dem Chipsatz in den Handel. Zusammen mit schlechten Treibern scheiterte Savage 3D auf dem Markt.

### Savage 4

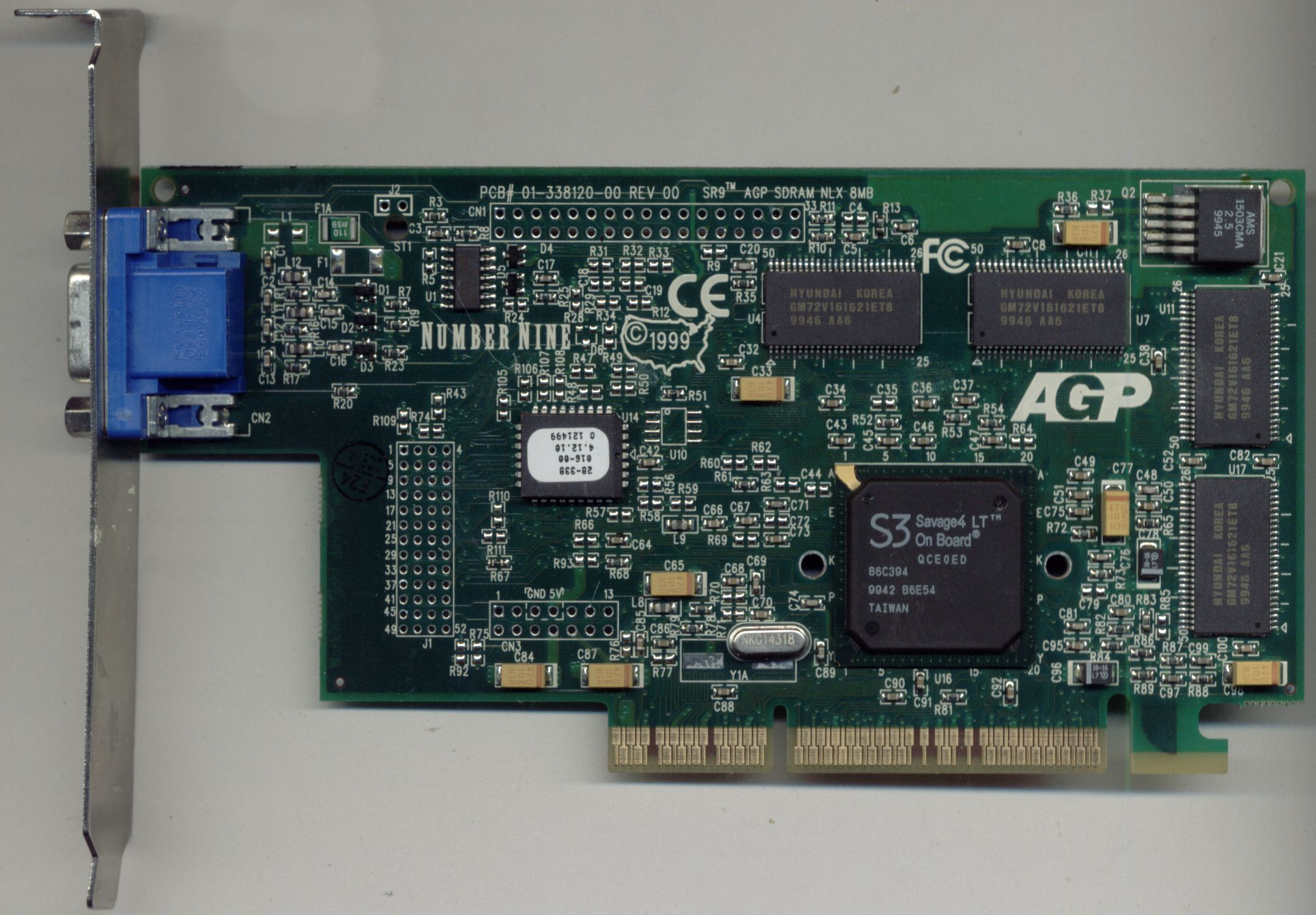
AGP-Grafikkarte mit Savage 4

Anfang 1999 nahm S3 Inc. den Savage 3D vom Markt und ersetzte ihn mit der Savage-4-Familie. Viele negative Punkte des Savage 3D wurden überarbeitet: Eine zusätzliche TMU ermöglichte Multi-Texturing in einem Durchlauf. Es konnte mehr Videospeicher adressiert werden und AGP 4x wurde unterstützt. Trotz allem waren die neuen Chips wie 3dfx Voodoo3 oder nVidia Riva TNT2 schneller, dennoch bot der Savage 4 einzigartige Kombination aus 32-Bit-Rendering und S3TC (Texturkompression).
Der Savage 4 wurde von vielen Herstellern verbaut, u. a. von Diamond Multimedia und Creative Labs. Das 32-Bit-Rendering, S3TC und die trilineare Filterung boten die beste Qualität zur damaligen Zeit. Auch bei DVD-Beschleunigung war man nach der ATI Rage 128 zweiter. Trotz allem kam Savage 4 zu spät auf den Markt.

### Savage 2000

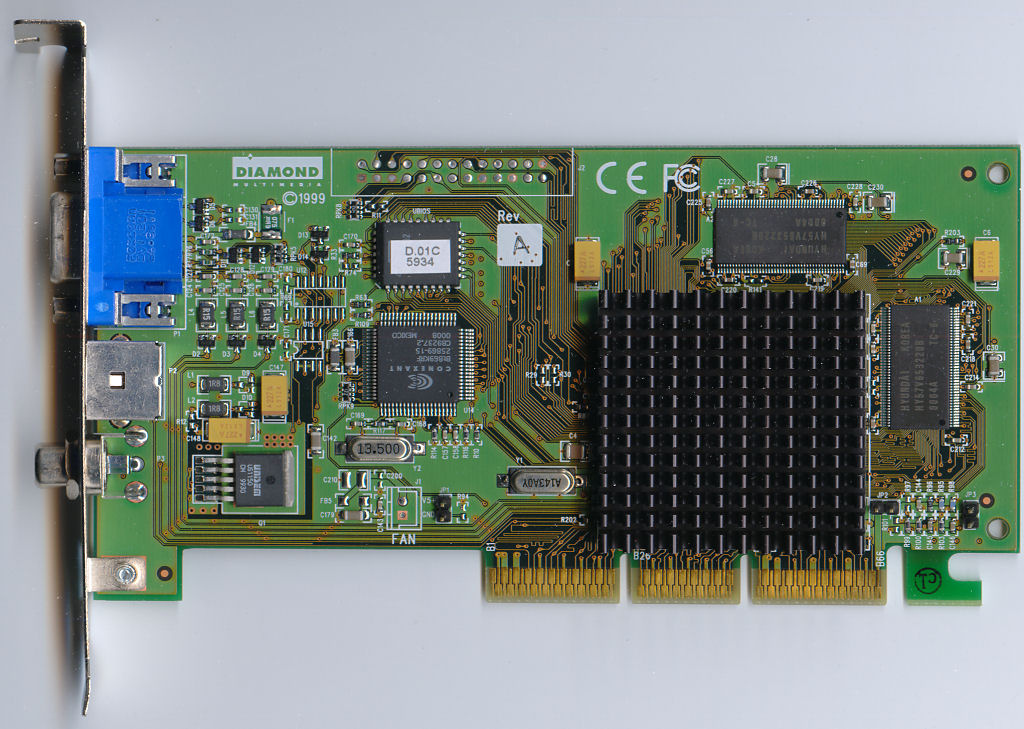
AGP-Grafikkarte mit S3-Savage2000-Chip von Diamond Multimedia

Im August 1999 kündigte S3 Inc. den Savage 2000 an, der exklusiv auf der Diamond Viper II verbaut wurde. Von den technischen Daten war der Chip auf Augenhöhe mit Nvidias GeForce 256, aber der Savage 2000 hatte viele Hardware-Bugs, so funktionierte z. B. die T&L-Einheit nicht. Auch waren die Treiber selbst wieder sehr schlecht und so war der Savage 2000 der GeForce 256 weit unterlegen. Das führte dazu, dass sich der Chip kaum verkaufte und als Konsequenz aus diesem Fehlschlag stieg S3 Inc. aus dem Grafikgeschäft aus.

### Savage XP / AlphaChrome
Erst das neu gegründete Unternehmen S3 Graphics meldete sich 2002 mit dem als Zoetrope entwickelten Savage XP zurück. Im Notebook-Bereich war der Chip als AlphaChrome bekannt, war aber völlig identisch mit dem Savage XP.
Bei Savage XP handelte es sich im Prinzip nur um einen reparierten und leicht überarbeiteten Savage 2000. Somit kam er viel zu spät auf den Markt, um hohen Absatz zu finden. Erst mit dem Nachfolger DeltaChrome konnte S3 Graphics wieder Fuß fassen.

## IGPs
S3 Graphics war es auch, die damit begannen Savage-4-Grafikkerne in Chipsätze von VIA Technologies zu integrieren. Diese integrierte Grafikprozessoren (IGP) wurden zahlreich verkauft und erst nach einiger Zeit durch die UniChrome-IGPs ersetzt.
| Chip                   | Pixel- Pipelines | TMU | Speicher- Interface |
| ---------------------- | ---------------- | --- | ------------------- |
| Twister                | 1                | 2   | 64 bit              |
| ProSavage/ProSavageDDR | 1                | 2   | 64 bit              |

### Twister

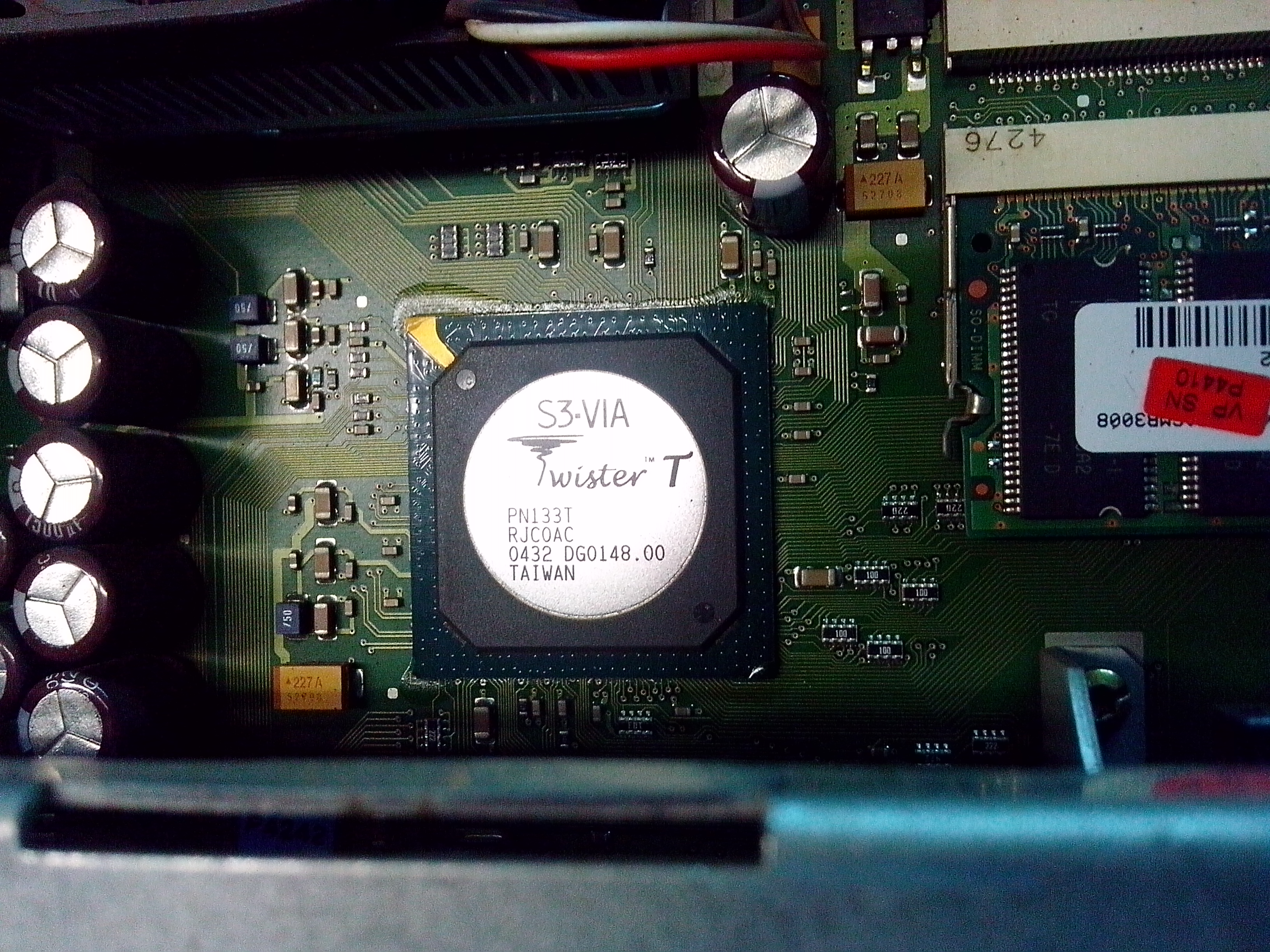
Twister T Chipsatz auf einem Mainboard

Das erste Ergebnis dieser Arbeit waren die Twister-Chipsätze mit SDRAM-Speichercontroller für AMD- und Intel-Prozessoren. In diesen IGPs wurde ein reiner Savage-4-Grafikkern integriert.

### ProSavage
Als nächste Ausbaustufe ProSavage wurde der 2D-Teil des Savage 2000 mit dem 3D-Teil des Savage 4 kombiniert und in entsprechende SDRAM-Chipsätze integriert. Dadurch wurden die 2D-Features stark aufgewertet. Vor allem die DVD-Wiedergabe und Ähnliches wurden damit deutlich verbessert.

### ProSavage DDR
ProSavage DDR war ein ProSavage-Grafikkern mit DDR-SDRAM-Speichercontroller. Ansonsten gab es keine Veränderungen.